# 山中常有
山中 常有（やまなか つねあり、生年不詳 - 1709年12月30日（宝永6年11月30日））は、日本の江戸時代の庄屋。出雲国の戦国武将山中幸盛の子孫。山中常夢の長男、母は不詳、または山中義明ともいい、通称は（4代目）吉和屋彌右衛門と称した。
墓所は広島市西区の海蔵寺と広島市佐伯区の光禅寺にもあり、法号は良善院盛興浄心居士、または釋常有信士。

## 生涯
山中幸盛の娘である八重姫（盛江）の子孫である。父の山中常夢が貞享4年（1687年）に草津村から五日市海老塩浜へ居を構える事となり、一家で五日市海老塩浜へ引越した。（1701年）元禄14年2月に山中常夢（3代目草津吉和屋彌右衛門）が没した為、家督を相続する事となり、（4代目）吉和屋彌右衛門を称し塩浜経営を継承し有力な浜主となり、五日市海老塩浜の庄屋などの役職を務めた。妻との間には3人の男子を儲けるも3人とも早世した為に、長女に大海田の藤屋市兵衛の次男である藤屋頼貞（のちの5代目吉和屋彌右衛門）を婿養子に迎え入れた。常有以降の歴代の吉和屋（山中家）の当主は吉和屋彌右衛門の通称を継承し塩浜経営を行ったが、江戸後期に入ると塩田不況により、有力な浜主も塩浜をやむなく手放さざるを得なくなり、海老塩浜の塩浜も衰退していき、天保年間には吉和屋（山中家）は塩田不況の影響により塩浜経営に失敗し、多額の借金を背負った為に没落への道を辿る事になった。